# محمد باشا الجاف
محمد باشا الجاف ملك كردي ولد عام 1714، كان يعتبر المرشد الأعلى لـ عشيرة الجاف، بنى قلعة شيروانة في عام 1734.

## تاريخه
بارز بنضاله للدفاع عن حقوق الإنسان وقائد عظيم للتاريخ الكردي، حصل على لقب باشا النبيل من قبل الإمبراطورية العثمانية.
لقد كان صانع سلام ووحد بنجاح العديد من العشائر في كردستان، وُلد في القرن الثامن عشر، وطور قيادة قوية بين العشائر الكردية خلال ذروته سيطر على الأراضي في جنوب شرق أوروبا والشرق الأوسط وشمال أفريقيا.
في العشرين من عمره استقر في قلعة شيروانة في منطقة كلار في كردستان العراق، قاد على حماية العشيرة من عدة معارك في إيران وتركيا، لديه حب كبير للمعرفة، أرسل العديد من الاستكشافات إلى أمريكا، لا تزال عشيرة الجاف موجودة حتى اليوم وتضم ثلاثة ملايين شخص.